# Lake Ohinewai
Der Lake Ohinewai ist ein See in der Region Waikato auf der Nordinsel von Neuseeland.

## Geographie
Der rund 16 Hektar große und bis zu 4,5 m tiefe Lake Ohinewai befindet sich in einer landwirtschaftlich genutzten Gegend, rund 5,5 km nördlich von Huntly, rund 2,7 km südwestlich des Lake Waikare und rund 1,2 km östlich des Waikato River. Das mäßig torfhaltige Gewässer misst eine Länge von rund 780 m in Westsüdwest-Ostnordost-Richtung und besitzt eine maximale Breite von rund 360 m in Nordnordwest-Südsüdost-Richtung. Der Umfang des Sees beträgt rund 2,0 km.
Der See wird von einem einzigen Zufluss von Westen her gespeist und entwässert von seinem nordöstlichen Ende her über einen Kanal in den Lake Rotokawau, der eine Verbindung zum Lake Waikare aufweist.